# Douglas Biber
Douglas Edward Biber (* 5. August 1952) ist ein US-amerikanischer Linguist.

## Leben
Biber promovierte 1984 in Linguistik an der University of Southern California. 2000 erhielt er einen Ehrendoktortitel der Universität Uppsala. Er ist Regents’ Professor für angewandte Linguistik an der Northern Arizona University.
Er erforschte den Wahrheitsgehalt eines Zitats Daniel Wemps in Arm und Reich und löste dadurch Schadenersatzklagen gegen Jared Diamond in Höhe von 10 Millionen US-Dollar aus.